# Garden City (Dakota del Sud)
Garden City è un centro abitato (town) degli Stati Uniti d'America, situato nella contea di Clark nello Stato del Dakota del Sud. La popolazione era di 53 persone al censimento del 2010.

## Storia
Garden City fu progettata nel 1882, ma soltanto nel 1887 a Garden City ci furono i primi stabilimenti, nello stesso anno che venne costruita la ferrovia Chicago Milwaukee & St. Paul Railroad che attraversava la città. Il nome proviene da un sito di giardinaggio presente in città.

## Geografia fisica
Garden City è situata a 44°57′28″N 97°34′47″W (44.957859, -97.579714).
Secondo lo United States Census Bureau, ha un'area totale di 0,40 miglia quadrate (1,04 km²).

## Società

### Evoluzione demografica
Secondo il censimento del 2010, c'erano 53 persone.

### Etnie e minoranze straniere
Secondo il censimento del 2010, la composizione etnica della città era formata dal 94,3% di bianchi e il 5,7% di due o più etnie. Ispanici o latinos di qualunque razza erano il 5,7% della popolazione.